# 静岡県人会

静岡県人会（しずおかけんじんかい）は、県外各地にある静岡県出身者や同県に縁のある人の団体。さまざまな交流が行われている。

## 静岡県人会一覧

### 日本国内
- 首都圏在住静岡県人会
- 東京に生きてる静岡県人会
- 愛知静岡県人会
- 京都静岡県人会
- 大阪静岡県人会
- 広島静岡県人会

### 海外
- 北京静岡県人会
- 上海静岡県人会
- 広州静岡県人会
- 大連静岡県人会
- 香港静岡県人会
- 杭州静岡県人会
- 蘇州静岡県人会（以上中華人民共和国）
- タイ静岡県人会
- シンガポール静岡県人会
- 南加静岡県人会（南カリフォルニア、アメリカ）
- 英国静岡県人会
- バンクーバー静岡県人会（カナダ）
- ブラジル静岡県人会
- 在亜静岡県人会（アルゼンチン）
- ペルー国静岡県人会
- ジャカルタ浜松会(インドネシア)